# Konferencja moskiewska (grudzień 1945)
Konferencja moskiewska – konferencja międzynarodowa zwołana przez Stany Zjednoczone, Wielką Brytanię i ZSRR w Moskwie w dniach 16–26 grudnia 1945 roku dla ustalenia powojennego kształtu Japonii i Korei.

## Postanowienia

### Japonia
Konferencja powołała Komisję Dalekiego Wschodu z siedzibą w Waszyngtonie, która miała nadzorować Radę Sojuszniczą dla Japonii, zastępując Dalekowschodnią Komisję Doradczą. Stany Zjednoczone uzyskały dominujący udział wpływów w Japonii. W związku z wejściem w życie traktatu pokojowego z San Francisco z 1951 zarówno Komisja Dalekiego Wschodu, jak i Rada Sojusznicza dla Japonii zostały rozwiązane.

### Korea
W kwestii Korei zadecydowano, że wszystkie partie i organizacje społeczne zostaną dopuszczone do uczestnictwa w powszechnych ogólnonarodowych wyborach do Koreańskiego Zgromadzenia Ustawodawczego, które dopiero wyłoni władze i proklamuje niepodległe państwo koreańskie. 
Wspólna amerykańsko-radziecka Komisja Mieszana ze względu na przeciwstawne intencje Amerykanów i Sowietów przerwała prace 18 października 1947 roku po tym, jak Amerykanie kompetencje przeprowadzenia wyborów w swojej strefie okupacyjnej przekazali w ręce ONZ i wnieśli pod obrady wniosek o utworzenie Tymczasowej Komisji ONZ ds. Korei.
ZSRR natomiast zaproponował wycofanie wszystkich obcych wojsk z Korei i pozostawienie Koreańczykom możliwości samodzielnego decydowania o swoim losie, co ONZ odrzuciła, powołując ONZ-owską Tymczasową Komisję (USA miały wówczas większość w ONZ) składającą się z przedstawicieli państw sympatyzujących z USA. Tym sposobem ustalenia konferencji moskiewskiej straciły swą aktualność.

### Europa
Rozpoczęto prace nad przygotowaniem traktatów pokojowych z Włochami, Rumunią, Bułgarią, Węgrami oraz Finlandią, które podpisano podczas pokoju paryskiego w 1947 roku.